# Titularbistum Aquae Novae in Numidia
Aquae Novae in Numidia (italienisch Acque Nuove di Numidia) ist ein Titularbistum der römisch-katholischen Kirche.
Die in Nordafrika gelegene Stadt war ein alter römischer Bischofssitz, der im 7. Jahrhundert mit der islamischen Expansion unterging. Er lag in der römischen Provinz Numidien.
| Titularbischöfe von Aquae Novae in Numidia |                                      |                                                                  |                   |                    |
| Nr.                                        | Name                                 | Amt                                                              | von               | bis                |
| 1                                          | Douglas Joseph Warren                | Weihbischof in Wilcannia-Forbes (Australien)                     | 16. Juni 1964     | 26. September 1967 |
| 2                                          | Samuel Silverio Buitrago Trujillo CM | Weihbischof in Manizales (Kolumbien)                             | 11. Oktober 1968  | 18. Dezember 1972  |
| 3                                          | Albano Bortoletto Cavallin           | Weihbischof in Curitiba (Brasilien)                              | 14. Juni 1973     | 24. Oktober 1986   |
| 4                                          | Tito Solari Capellari SDB            | Weihbischof in Santa Cruz de la Sierra (Bolivien)                | 16. Dezember 1986 | 7. März 1998       |
| 5                                          | Francisco Javier Múnera Correa IMC   | Apostolischer Vikar von San Vicente-Puerto Leguízamo (Kolumbien) | 28. November 1998 | 30. Mai 2019       |
| 6                                          | Leo Wagener                          | Weihbischof in Luxemburg (Luxemburg)                             | 24. Juli 2019     |                    |